# Alfonso Ahumada
Alfonso Ahumada (ur. 3 lutego 1913 w Bogocie, zm. 28 stycznia 1992 tamże) – kolumbijski szermierz. Członek kolumbijskiej drużyny olimpijskiej w 1948 roku.